# Roger Chappot
Roger Chappot (né le 17 octobre 1940 à Martigny en Suisse et mort le 7 avril 2020 à Rennaz en Suisse) est un joueur professionnel suisse de hockey sur glace.

## Biographie
Il joue pour le HC Villars et pour le Genève-Servette Hockey Club en Ligue nationale A. Il représente également l'équipe nationale suisse aux Jeux olympiques d'hiver de 1964. 
Roger Chappot meurt des suites de complications de la COVID-19 lors de la pandémie de Covid-19, en date du 7 avril 2020, à l'âge de 79 ans. 